# Tigres Fútbol Club
Il Tigres Fútbol Club è una società di calcio colombiana, con sede a Bogotà e fondata nel 2000, militante nella Categoría Primera B.

## Palmarès

### Altri piazzamenti
- Copa Colombia:

Semifinalista: 2008
- Categoría Primera B:

Secondo posto: 2016